# La Serpiente
«La Serpiente» —título original en inglés y español — es el decimoprimer episodio de la tercera temporada de la serie de televisión posapocalíptica, horror Fear the Walking Dead. Se estrenó el 17 de septiembre de 2017, estuvo dirigido por Josef Wladyka y en el guion estuvieron a cargo de Mark Richard y Lauren Signorino.

## Trama
Madison, Strand y Walker conducen el camión cisterna hasta México y luego se arrastran por los túneles hasta la presa. Madison le dice a Daniel que Ofelia está viva en el rancho pero que necesitan agua. Lola se niega a realizar un intercambio, pero invita a Madison a traer a su familia y trabajar para ella. Daniel cree que es mejor que Ofelia no sepa que está vivo, aunque le disgusta saber que Walker la convirtió en una asesina. Daniel y Efraín proponen diferentes cursos a Lola. Walker sale a pie, con la intención de expulsar a los ganaderos. Daniel teme que la gente insatisfecha se levante contra Lola y sanciona a Strand para que actúe si sus intereses se alinean. Un camión cisterna explota, hace un agujero en la puerta y pronto aparece una turba que grita consignas. Lola está convencida de cambiar 10,000 galones de agua por semana por armas, con el primer intercambio en el bazar en 5 días. Lola quiere que Ofelia esté ahí. Strand y Madison regresan, recogiendo a Walker en la carretera.

## Recepción
David S.E Zapanta de Den of Geek le dio a "La Serpiente" una revisión positiva, con una calificación de 4/5, indicando; "El miedo es inteligente para mantener las tensiones a fuego lento entre Walker y Victor."
Steve Ford de TV Fanatic también le dio a "La Serpiente" una crítica positiva, con una calificación de 4/5, indicando; "Aparte de la apertura del episodio, el resto fue bastante sólido".

### Calificaciones
"La Serpiente" fue vista por 1,99 millones de espectadores en los Estados Unidos en su fecha de emisión original, por debajo de la calificación del episodio anterior de 2,14 millones.